# Marpunge
Marpunge is een bestuurslaag in het regentschap Gayo Lues van de provincie Atjeh, Indonesië. Marpunge telt 450 inwoners (volkstelling 2010).